# شیرجه در المپیک تابستانی ۱۹۶۸
شیرجه در بازی‌های المپیک تابستانی ۱۹۶۸ نام رویداد ورزش شیرجه در بازی‌های المپیک تابستانی بود که در سال ۱۹۶۸ برگزار شد.

## جدول مدال‌ها
| رتبه | کشور                      | طلا | نقره | برنز | مجموع |
| ۱    | ایالات متحده آمریکا (USA) | ۲   | ۰    | ۴    | ۶     |
| ۲    | ایتالیا (ITA)             | ۱   | ۱    | ۰    | ۲     |
| ۳    | چکسلواکی (TCH)            | ۱   | ۰    | ۰    | ۱     |
| ۴    | اتحاد شوروی (URS)         | ۰   | ۲    | ۰    | ۲     |
| ۵    | مکزیک (MEX)               | ۰   | ۱    | ۰    | ۱     |

## کشورهای شرکت کننده
| - استرالیا (۲) - اتریش (۱) - کانادا (۴) - کلمبیا (۳) - کوبا (۲) - چکسلواکی (۱) | - جمهوری دومینیکن (۱) - آلمان شرقی (۵) - فنلاند (۲) - بریتانیای کبیر (۵) - گواتمالا (۱) - ایتالیا (۴) | - ژاپن (۴) - مکزیک (۶) - هلند (۲) - نروژ (۱) - لهستان (۵) - پورتوریکو (۲) | - کره جنوبی (۲) - اتحاد شوروی (۱۰) - سوئد (۱) - ایالات متحده آمریکا (۱۱) - آلمان غربی (۸) |